# Monument 80 jaar Javaanse immigratie
Het monument 80 jaar Javaanse immigratie (ook wel Pah-Dipo) is een gedenkmonument in Wageningen in het district Nickerie in Suriname. Het werd onthuld op 9 augustus 1970. Het vertoont een Javaanse Surinamer op een zuil die met een juk waarop hij aan weerszijden een last torst.
De onthulling gebeurde tachtig jaar na de aankomst van de eerste Javanen naar Suriname. Tot dat jaar was de immigratie amper gevierd of herdacht, waardoor dit het eerste monument is over dit onderwerp. Tijdens het eeuwfeest kwam hier verandering in met monumenten in Paramaribo, in Groningen en in Nieuw-Nickerie.
Kunstenaars vonden hun onderdak jarenlang in het Cultureel Centrum Wageningen tot deze in circa 1992 afbrandde. In 2012 werd begonnen aan nieuwbouw op de hoek van de Rexoralaan en het Dimaplein. Het beeld uit 1970 staat voor dit pand.